# Rogue Trader
Rogue Trader è un film del 1999 diretto da James Dearden e basato sul romanzo Rogue Trader: How I Brought Down Barings Bank and Shook the Financial World di Nick Leeson, che racconta il collasso dell'istituto bancario multinazionale britannico Barings Bank.

## Trama
Nick Leeson (Ewan McGregor) è un giovane rampante in cerca di successo nel mondo della finanza moderna che, in seguito all'attenzione attirata su di sé grazie alla risolutezza con cui risolve una situazione problematica a Giacarta, ottiene di poter essere trasferito a Singapore dove amministra e gestisce il trading team della merchant bank inglese.
Dopo un primo anno di enorme successo ed astronomici profitti, dopo essersi confermato come trader d'eccellenza e aver convinto anche i più scettici ai vertici della Barings delle sue capacità operative, Nick vive il periodo congiunturale più difficile della sua vita. Prima investimenti poco oculati, poi la crisi dei mercati finanziari spingono il giovane e la sua squadra a registrare perdite mai immaginate prima che, accompagnate al disagio psicologico della morte prematura di un figlio sul punto di nascere, mandano fuori di testa definitivamente il promettente ragazzo.
A causa del terremoto di Kobe che colpì il Giappone nel 1995 ed il rapido crollo del mercato azionario Leeson realizzò 500 milioni di sterline di perdite in poco meno di un mese che, sommate a tutte quelle occultate dal trader nel periodo 1992-1995, portarono il totale ad un valore molto prossimo a 1,3 miliardi di sterline, più che sufficienti per provocare la bancarotta e il definitivo fallimento della Barings Bank.